# Notus (Idaho)
Notus – miasto w Stanach Zjednoczonych, w stanie Idaho, w hrabstwie Canyon.